# Simeíz
Simeiz (en ucraniano: Сімеїз, en ruso: Симеиз, en tártaro de Crimea: Simeiz) es una ciudad de Crimea situada en la costa sur de la península, a las orillas del mar Negro. Forma parte del Municipio de Yalta, dentro de la República Autónoma de Crimea de Ucrania y reclamada por la República de Crimea en Rusia.

## Demografía
| Gráfica de evolución de Simeíz entre 1926 y 2016 |
|                                                  |

## Galería

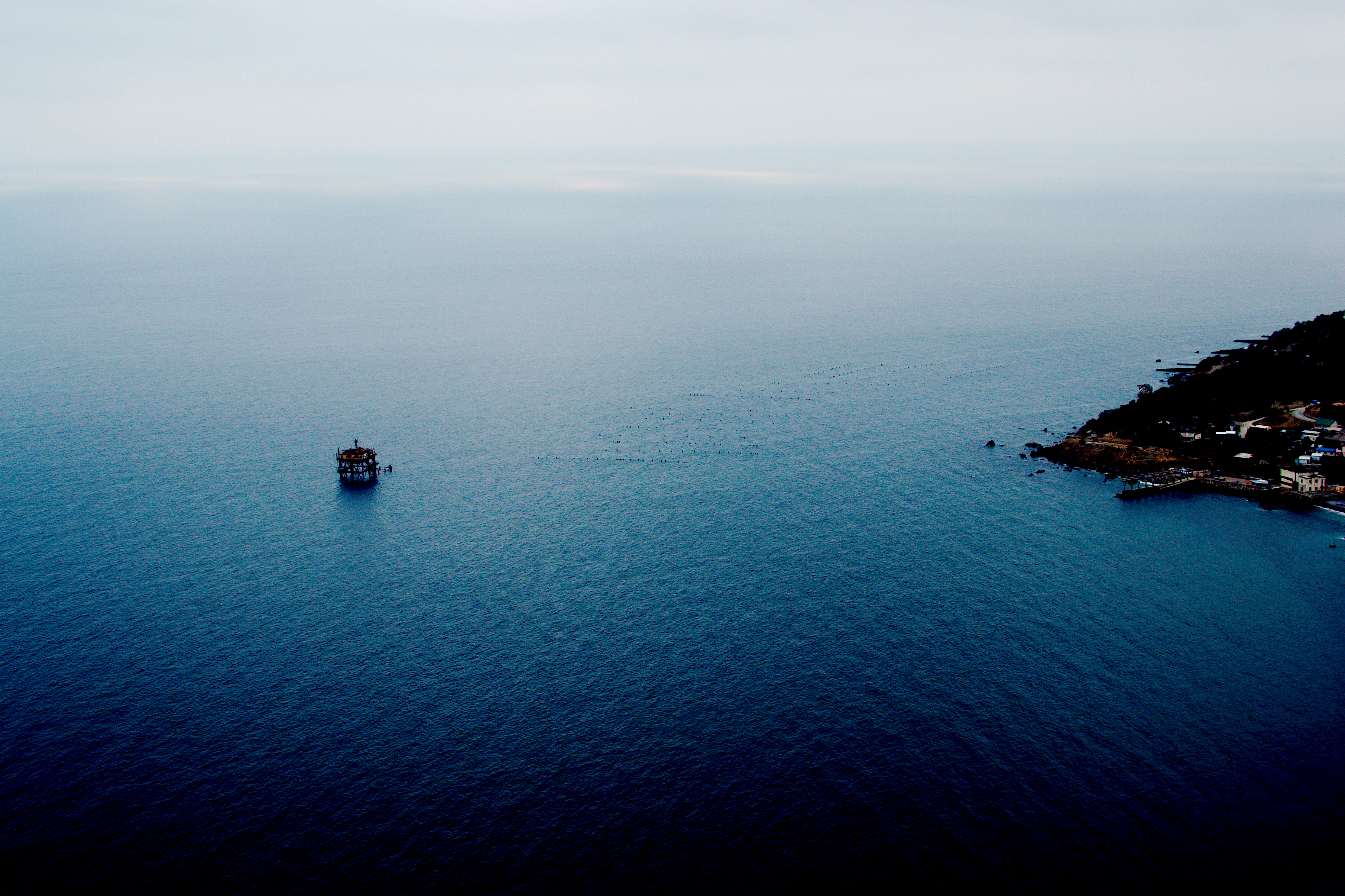
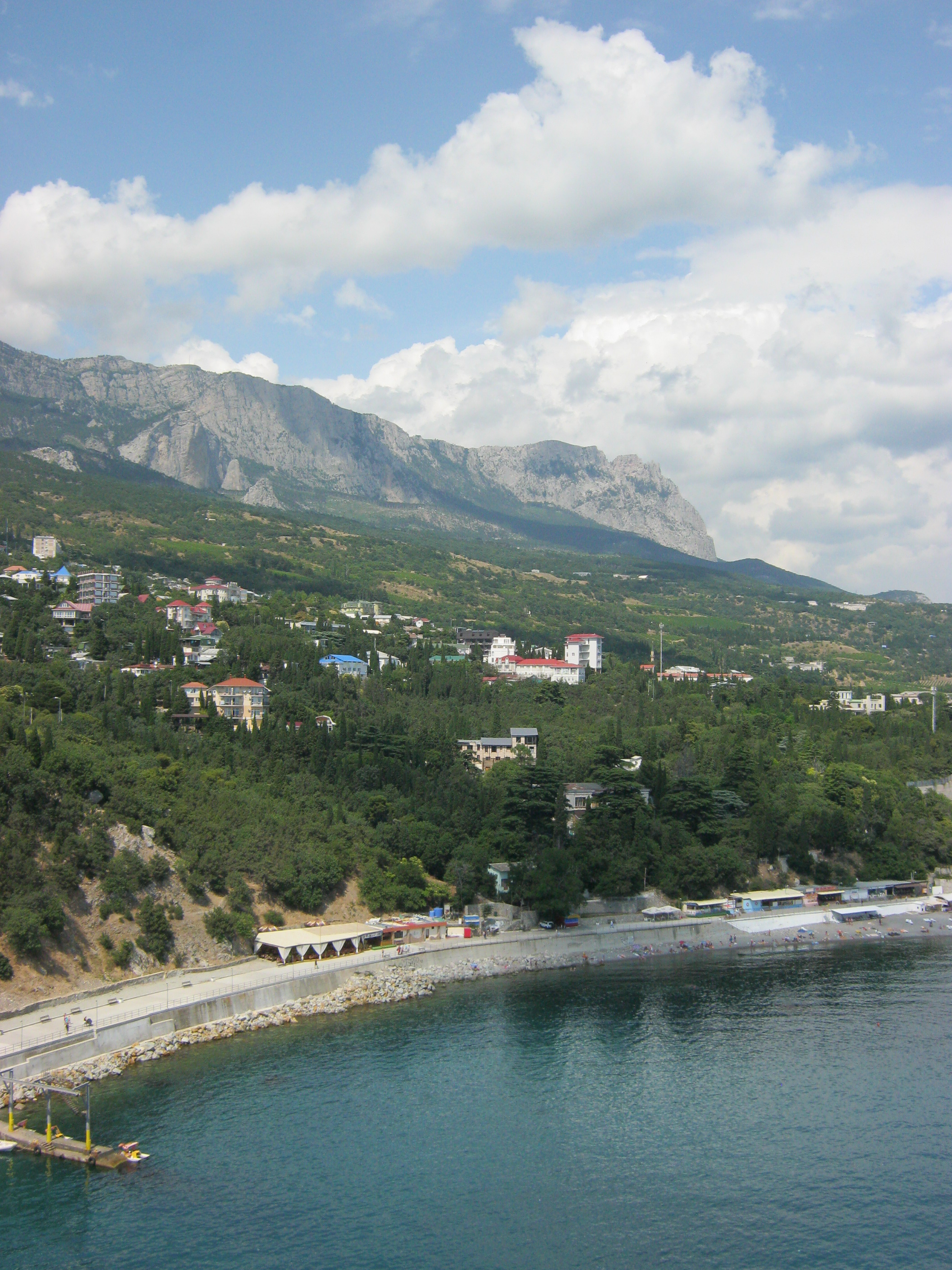
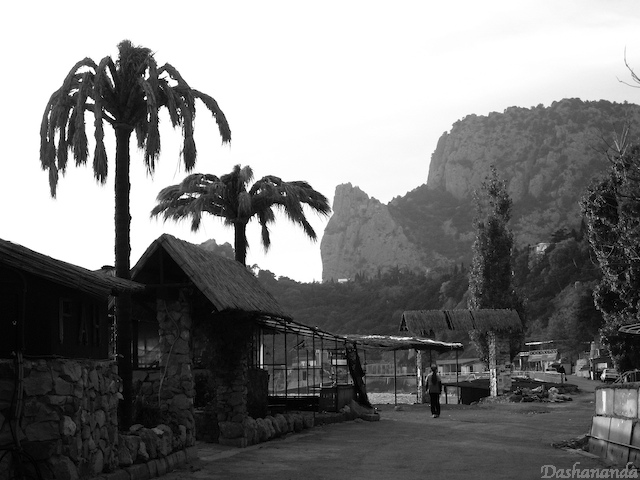
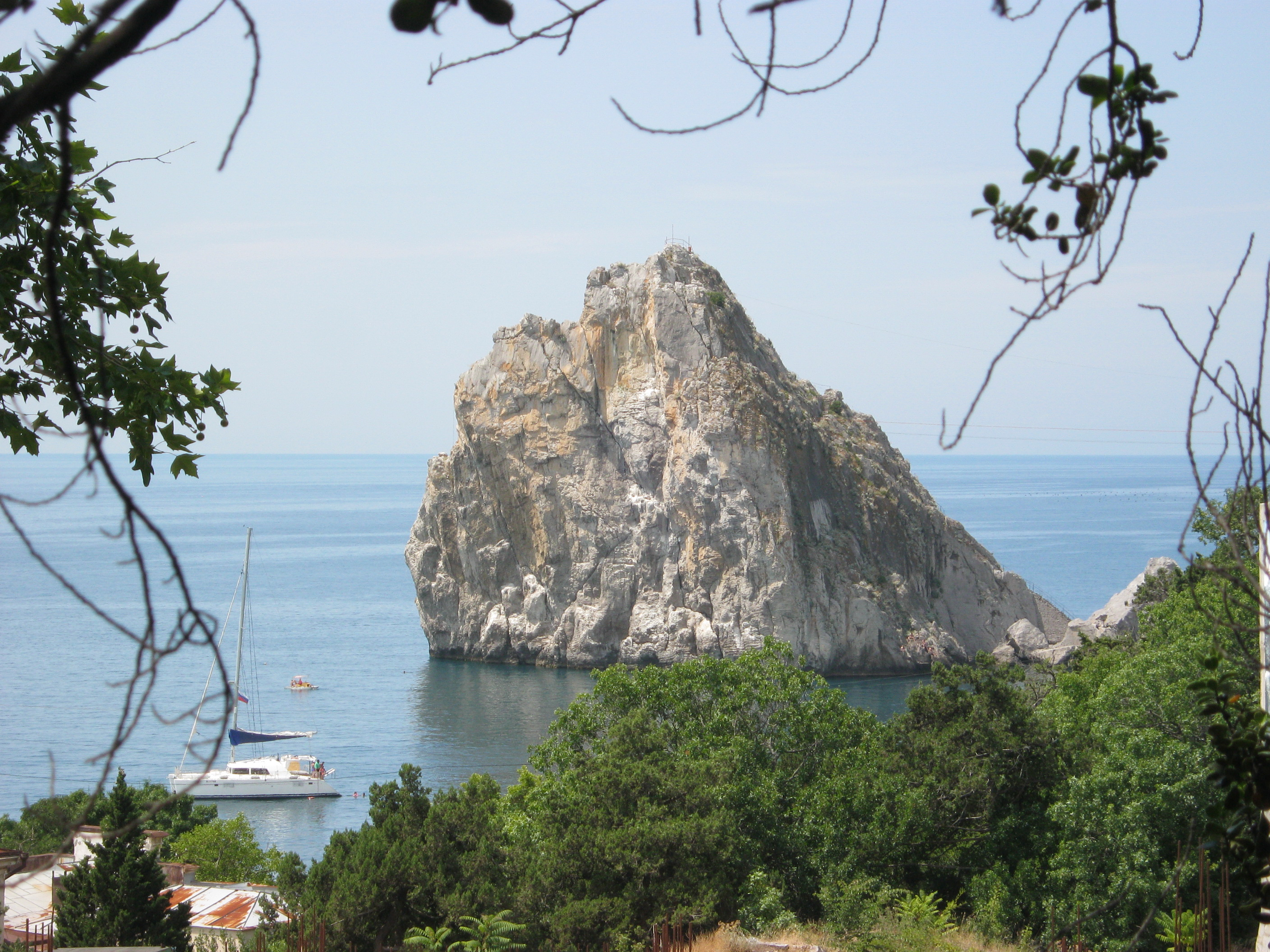
Diva